# Vajkay Károly
Szeredi Vajkay Károly (született: Zenger, írói álnevén: Véka Lajos) (Bécs, 1825. február 20. – Parád, 1893. augusztus 15.) jogi doktor, királyi táblai elnök, író, a Magyar Tudományos Akadémia levelező tagja.

## Élete
Bécsben született, hol atyja, aki az Eszterházy grófi család házi és uradalmi orvosa volt, a grófi családdal ideiglenesen tartózkodott; különben szüleinek rendes lakása Szereden, részint Sárosfalván volt. Középiskoláit és jogi tanulmányait Pozsonyban végezte; a gyakorlati évet mint patvarista 1843-44-ben Petőcz István Pozsony vármegyei főügyész mellett töltötte, majd mint királyi táblai jegyző Zarka János ítélőmester mellé esküdött fel és Ürményi József alnádor irodájában volt alkalmazva. 1845-ben tette le az ügyvédi és 1846-ban a váltóügyvédi vizsgálatot és mint ügyvéd 1848 közepéig pesti ügyvédi irodákban dolgozott. 1848. február 27-én Zenger családi nevét Vajkayra változtatta (32-48 tételszám alatt). A szabadságharc kitörésekor honvédnek állott; csakhamar tiszti rangot nyert és mint Ivánka Imre segédtisztje szerepelt. A szabadságharc után közlegénynek sorozták be az osztrák hadseregbe. A szilárd jellemű és korrekt magaviseletű ifjú e megaláztatásban is annyira kivált, hogy csakhamar ismét hadnaggyá, majd főhadnaggyá és ezredében segédtisztté neveztetett és e minőségben Bécsbe jutott. Simon Florest és Ráth Károly volt ügyvédfőnökei közbenjárására 1857. október 7-én hét évi és hét hónapi katonai szolgálata után engedélyt nyert, hogy a hadsereg létszámából kiléphessen és polgári hivatalt vállalhasson. 1860. március 17-én titkári állásából áttétetett a «stuhlweissenburgi k. k. Landesgericht»-hez törvényszéki tanácsossá, majd a budai országos törvényszékhez rendeltetett be s ennek feloszlatása után rendelkezés alatti állapotba jutva, 1861-ben a helyreállított magyar királyi táblához tanácsjegyzővé és 1862-ben titkárrá neveztetett. 1866. szeptember 3-án a Hétszemélyes Tábla tanácsjegyzője lett és maradt 1867. február 18-ig. Mint királyi táblai titkár és hétszemélyes táblai jegyző a királyi kancellária engedélyével segédelőadói minőségben is működött. 1867-ben a királyi táblánál számfeletti bíróvá, 1869-ben a legfőbb ítélőszéknél ideiglenes, 1870-ben pedig rendes bíróvá nevezte ki a kormány. 1872-ben királyi táblai tanácselnök, 1880-ban a tábla alelnöke, végre Szabó Miklósnak a Kúria elnökévé neveztetése után a királyi tábla elnöke lett, ami által egyszersmind a főrendiházban is széket nyert. Az ügyvédvizsgáló bizottságnak is elnöke volt. 1880 májusában az egyetem évszázados ünnepe alkalmából az egyetlen jogi fakultása díszdoktorrá avatta 1881. november 7-én szeredi előnévvel magyar nemességet kapott. 1889. május 3-án a Magyar Tudományos Akadémia levelező tagja lett. 1892-ben nyugalomba vonult; mely alkalomból a Lipót-rend középkeresztjével tüntette ki a király. Meghalt 1893. augusztus 15-én a parádi fürdőben és augusztus 18-án Szereden temettetett el. A Magyar Tudományos Akadémiában 1894. június 25-én Tóth Lőrinc tartott fölötte emlékbeszédet.
Gyászközleményében említik gyeremekeit: Imrédi Kálmánné Karolina, Muraközi Sándorné Kornélia, Károly és Rezső
Jogi szaklapokba sokat dolgozott a tudományos értekezés s eszmecsere, a bírálat s olykor az éles, csípős polémia terén. Ezek során legnagyobb zajt ütött összeütközése Csemegi Károllyal.

## Munkái
- A német közönséges magánjog és történelme köréből. Tanulmányok. Bpest, 1875.
- Kolozsvári tractatus: «Az successióról». Jogtörténeti akadály. Uo. 1875. (Különnyomat a Jogtud. Közlönyből).
- Lajos pap. Tört. elbeszélés Pest multjából. Írta Véka Lajos. Uo. 1875. (Ism. Petőfi Társ. Lapja 1878. II. 21. sz.).
- Új idők, avult emberek. Regény. Írta Véka Lajos. Uo. 1879. (Ism. Ellenőr 92. sz.).
- Köd előttem, köd mögöttem. Regény. Irta Véka Lajos. Uo. 1881. Négy kötet.
- Pali bácsi Regény. Irta Véka Lajos. Uo. 1884. Két kötet.